# Gemeinde Pivka

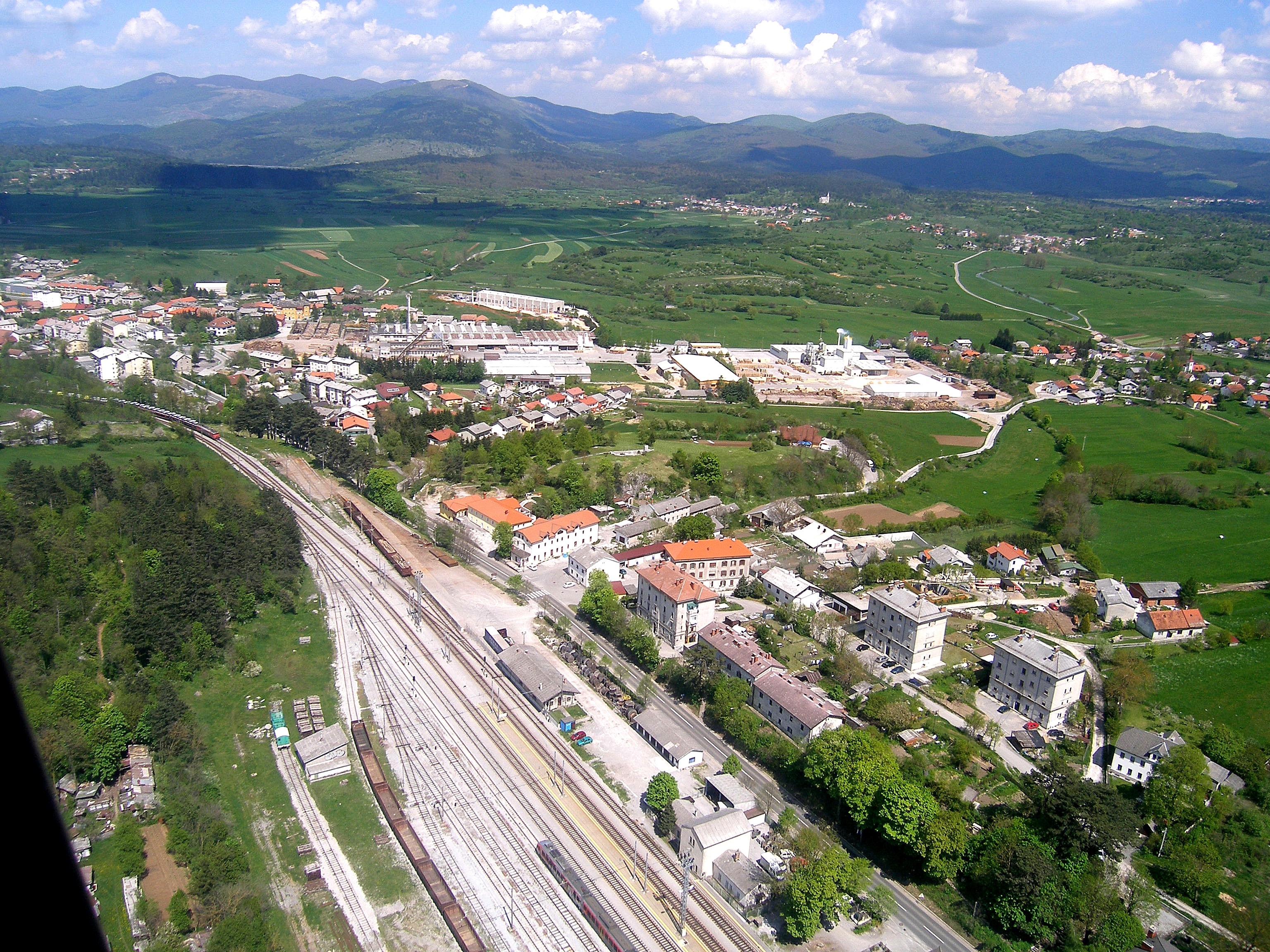
Pivka, 2008

Die Gemeinde Pivka [ˈpiːu̯ka] (bis 1952 Šempeter na Krasu, vormals auch Šentpeter na Krasu, deutsch: St. Peter in Krain, italienisch San Pietro del Carso) ist eine Gemeinde in der Region Innerkrain in Slowenien. Sie ist nach ihrem Hauptort Pivka benannt.

## Lage
Die aus 29 Ortschaften bestehenden Gemeinde liegt im Südwesten des Landes, nördlich von Ilirska Bistrica am gleichnamigen Fluss Pivka. Das Gemeindegebiet gehört mit zum Brkini-Hügelland.
Pivka liegt an der Bahnstrecke Ljubljana–Triest, von der hier die Strecke ins kroatische Rijeka abzweigt.

## Ortschaften
- Buje, (dt. Bugach)
- Dolnja Košana, (dt. Unterkassanthal, auch Unterkarschan)
- Drskovče, (dt. Dörzgotzach)
- Čepno, (dt. Zeppen)
- Gornja Košana, (dt. Oberkassanthal, auch Oberkarschenthal)
- Gradec, (dt. Waldenburg bei Sankt Peter)
- Juršče, (dt. Sankt Georg bei Sankt Peter, auch Jurschitz)
- Kal, (dt. Kaal bei Sankt Michael)
- Klenik, (dt. Klönig, auch Glenach)
- Mala Pristava, (dt. Kleinmeierhof, auch Niedermairhof)
- Nadanje selo, (dt. Grenwald, auch Nedassel)
- Narin, (dt. Narein bei Sankt Peter)
- Neverke, (dt. Neubergen, auch Medberg)
- Nova Sušica, (dt. Neudirnbach, auch Klein Dirnbach)
- Palčje, (dt. Paltschach)
- Parje, (dt. Kratzenbach bei Sankt Peter)
- Petelinje, (dt. Hahnsdorf, auch Petelling)
- Pivka, (dt. Sankt Peter im Karst)
- Ribnica, (dt. Reifnitz bei Sankt Peter)
- Selce, (dt. Seltzach)
- Slovenska vas, (dt. Deutschdorf bei Sankt Peter)
- Stara Sušica, (dt. Altdirnbach)
- Suhorje, (dt. Dürrenbach)
- Šilentabor,
- Šmihel, (dt. Sankt Michael)
- Trnje, (dt. Dorn)
- Velika Pristava, (dt. Großmeierhof bei Sankt Peter )
- Volče, (dt.  Wolfsberg bei Sankt Peter)
- Zagorje, (dt. Unterberg bei Sankt Peter )

## Nachbargemeinden
|                 | Gemeinde Postojna, Gemeinde Cerknica        |                       |
| Gemeinde Divača | Kompassrose, die auf Nachbargemeinden zeigt | Gemeinde Loška Dolina |
|                 | Gemeinde Ilirska Bistrica                   |                       |

## Geschichte
Der Bau der Südbahn Mitte der 1850er Jahre war Voraussetzung für die wirtschaftliche Entwicklung in der Region. Auf dem Gemeindegebiet wurden vier Massengräber aus der Zeit um den Zweiten Weltkrieg gefunden.